# Johan Frederik van Reede van Oudtshoorn
Johan Frederik van Reede van Oudtshoorn (Utrecht, 11 december 1806 - aldaar, 28 maart 1860) was een Nederlands rechter en politicus.
Van Reede van Oudtshoorn was een rechter, later raadsheer uit Utrecht die in 1848 zitting had in de Dubbele Tweede Kamer en vanaf 1853 daarvan gewoon lid was. Hij was een medestander van Groen van Prinsterer en tegenstander van belangrijke hervormingen in 1848. Hij behoorde tot een adellijk geslacht Van Reede dat oorspronkelijk uit Rhede in Westfalen kwam en later deel uitmaakte van de Gelderse en Utrechtse ridderschap.
- Biografisch Portaal: 54215808
- International Standard Name Identifier: 0000 0003 9655 099X
- Nederlandse Thesaurus van Auteursnamen: 072685336
- Parlement.com: vg09ll5oiby9
- Virtual International Authority File: 291528149
- WorldCat: E39PBJqVVKf36rbr9dcy7t8cT3